# Шкея (Ясси)
Шкея (рум. Șcheia) — село у повіті Ясси в Румунії. Входить до складу комуни Шкея.
Село розташоване на відстані 298 км на північ від Бухареста, 25 км на південь від Ясс.

## Населення
За даними перепису населення 2002 року у селі проживали 1163 особи, з них 1161 особа (99,8%) румунів. Усі жителі села рідною мовою назвали румунську.